# 2-й лыжный полк
2-й лыжный полк (нем. Skijäger-Regiment 2) — немецкий полк лыжных войск, воевавший во Второй мировой войне в составе 1-й лыжной дивизии вермахта.

## Образование
Полк образован в сентябре 1943 года в составе группы армий «Центр» на основе 2-го, 4-го, 7-го, 9-го и 11-го лёгких пехотных (егерских) батальонов, личный состав которых также был распределён во 1-й лыжный полк. Находился в составе 1-й лыжной бригады, которая была 2 июня 1944 года преобразована в 1-ю лыжную дивизию.

## Структура
- Штаб
- 1-й лыжный батальон
  - 1-я лыжная рота
  - 2-я лыжная рота
  - 3-я лыжная рота
  - 4-я пулемётная рота
- 2-й лыжный батальон
  - 5-я лыжная рота
  - 6-я лыжная рота
  - 7-я лыжная рота
  - 8-я пулемётная рота
- 3-й лыжный батальон
  - 9-я лыжная рота
  - 10-я лыжная рота
  - 11-я лыжная рота
  - 12-я пулемётная рота
- 13-я рота пехотных орудий
- 14-я противотанковая рота

## Командиры
- Майор Вильгельм фон Залиш (15 ноября 1943 — 14 апреля 1944)
- Майор Юлиус Грунд (18 — 31 августа 1944)
- Майор Ганс Раст (31 августа 1944)
- Подполковник Альберт Байерлайн (31 августа 1944 — 14 февраля 1945)

## Награждённые орденами

### Рыцарский Крест Железного креста
- Эрих Шефер, 31.01.1945 — капитан резерва, командир 2-го батальона